# Горњи Михаљевец
Горњи Михаљевец је градић и средиште општине у Међимурју, Хрватска. До територијалне реорганизације у Хрватској, налазио се у саставу старе општине Чаковец.

## Становништво
На попису становништва 2011. године, општина Горњи Михаљевец је имала 1.917 становника, од чега у самом Горњем Михаљевцу 283.

## Попис1991.
На попису становништва 1991. године, насељено место Горњи Михаљевец је имало 298 становника, следећег националног састава:
| Попис 1991.‍  | Попис 1991.‍  | Попис 1991.‍ | Попис 1991.‍ | Попис 1991.‍ |
| ------------ | ------------ | ----------- | ----------- | ----------- |
|              |              |             |             |             |
| Хрвати       | Хрвати       |             | 293         | 98,32%      |
| Немци        | Немци        |             | 1           | 0,33%       |
| Словенци     | Словенци     |             | 1           | 0,33%       |
| Срби         | Срби         |             | 1           | 0,33%       |
| неопредељени | неопредељени |             | 1           | 0,33%       |
| непознато    | непознато    |             | 1           | 0,33%       |
| укупно: 298  |              |             |             |             |